# 디보

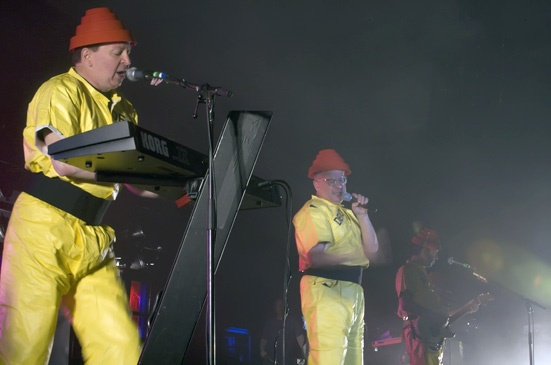

디보(Devo)는 미국의 밴드이다. 1972년에 오하이오주에서 결성하였다.
1980년 싱글 'Whip It'으로 빌보드 차트 13위에 올랐다. 펑크, 뉴웨이브 등 다양한 스타일을 구사한다. 음악적으로 여러 인더스트리얼, 얼터너티브 록 음악인들에게 영향을 주었으며, 뮤직비디오 분야도 개척하였다.

## 구성원
- 마크 마더스버
- 밥 바더스버
- 제랄드 카잘
- 자쉬 프리즈

타임라인

## 음반
- Q: Are We Not Men? A: We Are Devo! (1978)
- Duty Now for the Future (1979)
- Freedom of Choice (1980)
- New Traditionalists (1981)
- Oh, No! It's Devo (1982)
- Shout (1984)
- Total Devo (1988)
- Smooth Noodle Maps (1990)
- Something for Everybody (2010)